# Rabindranath Tagore
Rabindranath Tagore FRAS (tiếng Bengal: রবীন্দ্রনাথ ঠাকুর, /rəˈbɪndrənɑːt tæˈɡɔːr/ ⓘ, tên phiên âm là Ra-bin-đra-nát Ta-go, tên khai sinh Rabindranath Thakur, 7 tháng 5 năm 1861 – 7 tháng 8 năm 1941, biệt danh: Gurudev, Kabiguru, và Biswakabi) là một nhà thơ Bengal, triết gia Bà La Môn, nhạc sĩ và nhà dân tộc chủ nghĩa người Ấn Độ được trao Giải Nobel Văn học năm 1913, trở thành người châu Á đầu tiên đoạt giải Nobel. Ông còn là tác giả của bài Quốc ca Ấn Độ (Jana Gana Mana) và Bangladesh (Amar Sonar Bangla). Quốc ca của Sri Lanka lấy cảm hứng từ các tác phẩm của ông.
Tagore đã bắt đầu sự nghiệp khi mới 8 tuổi. Năm mười sáu tuổi, ông đã phát hành những bài thơ đáng kể đầu tiên của mình dưới bút danh Bhānusiṃha ("Sư tử Mặt trời"), được chính quyền văn học thu giữ như những tác phẩm kinh điển đã mất từ lâu. Đến năm 1877, ông đã hoàn thành những truyện ngắn và phim truyền hình đầu tiên, được xuất bản dưới tên thật của mình. Là một người theo chủ nghĩa nhân văn, phổ quát, quốc tế và chống chủ nghĩa dân tộc hăng hái, ông đã tố cáo Ấn Độ thuộc Anh và ủng hộ độc lập khỏi Anh. Di sản của ông cũng tồn tại trong tổ chức do ông thành lập, Đại học Visva-Bharati.
Tagore đã hiện đại hóa nghệ thuật của người Bengal bằng cách bỏ qua các hình thức cổ điển cứng nhắc và chống lại sự khắt khe về ngôn ngữ. Tiểu thuyết, câu chuyện, bài hát, bộ phim khiêu vũ và tiểu luận của ông thể hiện tinh thần dân tộc và dân chủ sâu sắc, tinh thần nhân văn cao cả và tính chất trữ tình triết lí nồng đượm. Gitanjali (Cung cấp bài hát), Gora (Công bằng) và Ghare-Baire (Nhà và Thế giới) là những tác phẩm nổi tiếng nhất của ông, và những câu thơ, truyện ngắn và tiểu thuyết của ông đã được hoan nghênh, chủ nghĩa tự nhiên, và chiêm nghiệm không tự nhiên. Các tác phẩm của ông được hai quốc gia chọn làm quốc ca: Jana Gana Mana của Ấn Độ và Amar Shonar Bangla của Bangladesh. Quốc ca Sri Lanka được lấy cảm hứng từ tác phẩm của ông.

## Tiểu sử

### Gia đình
Họ ban đầu của gia đình Tagore là Kushari. Gia đình Tagore là những người Rarhi Brahmin và ban đầu thuộc về một ngôi làng tên là Kush ở quận tên là Burdwan ở Tây Bengal. Nhà viết tiểu sử Rabindra Kumhat Mukhopadhyaya đã viết trong trang thứ hai của tập đầu tiên của cuốn sách có tên "Rabindrajibani O Rabindra Sahitya Mitcheshika" rằng, "Người Kushari là hậu duệ của Deen Kushari, con trai của Bhatta Narayana; Kush (ở Burdwan zilla) bởi Maharaja Kshitisura, ông trở thành thủ lĩnh của làng và được biết đến với cái tên Kushari." 

### Thời thơ ấu
Tagore sinh tại Kolkata, Tây Bengal, Ấn Độ trong một gia đình đẳng cấp Bà La Môn trí thức truyền thống ở nhiều lĩnh vực. Bấy giờ, Calcutta là trung tâm giới trí thức của Ấn Độ. Cha ông là Debendranath Tagore, một nhà triết học và hoạt động xã hội nổi tiếng, từ lâu ông muốn con mình trở thành luật sư nhưng Tagore không thích. Dù vậy Tagore vẫn được hun đúc trong một môi trường văn hóa rất ưu việt. Khi đi học, ông được học tất cả trên mọi lĩnh vực nhưng ông thích nhất thơ ca, tiểu thuyết và kịch.

### Shelaidaha: 1878–1901

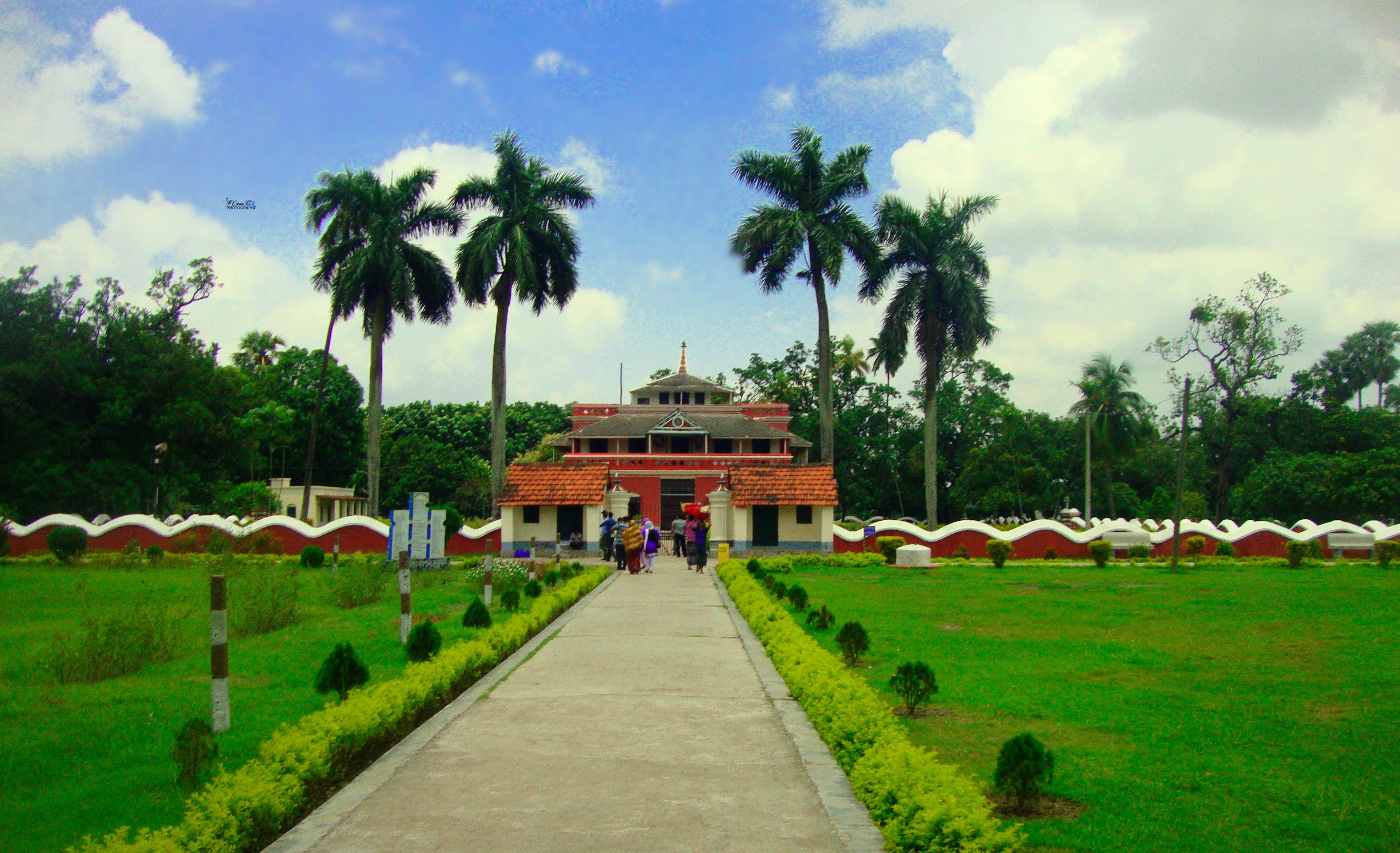
Ngôi nhà của Tagore tại Shelaidaha, Bangladesh.

Năm 1890, sau khi trưởng thành, Tagore bắt đầu quản lý điền trang rộng lớn của cha ông mình tại Shelaidaha (ngày nay là một vùng của Bangladesh); ông, vợ và các con chuyển đến đó vào năm 1898. Tagore đã phát hành tập thơ Manasi (1890), một trong số những tác phẩm nổi tiếng nhất của ông. Ông đã thu thập hầu hết các khoản tiền thuê đất và chúc phúc cho dân làng, những người lần lượt tôn vinh ông bằng những bữa tiệc thỉnh thoảng dùng cơm khô và sữa chua. Ông gặp Gagan Harkara, qua đó ông làm quen với Baul Lalon Shah, người có những bài hát dân gian ảnh hưởng rất lớn đến Tagore. Tagore đã làm việc để phổ biến các bài hát của Lalon. Thời kỳ 1891–1895, thời kỳ Sadhana của Tagore, được đặt theo tên một trong những tạp chí của ông, là một trong những tác phẩm có ấn tượng lớn nhất của ông; trong những năm này, ông đã viết hơn một nửa câu chuyện Galpaguchchha gồm ba tập. Những câu chuyện mỉa mai và nghiêm trọng của nó đã kiểm tra sự nghèo khó đầy thách thức của một vùng nông thôn lý tưởng hóa ở Bengal.

### Chuyển đến Santiniketan: 1901–1932
—Khổ 292, Chim đi lạc, 1916.
Năm 1901, Tagore chuyển đến Santiniketan để tìm một đạo tràng với phòng cầu nguyện bằng đá cẩm thạch. Cha ông mất năm 1905. Ông nhận được các khoản thanh toán hàng tháng như một phần của tài sản và thu nhập của mình từ Maharaja ở Tripura, bán đồ trang sức của gia đình ông, ngôi nhà gỗ bên bờ biển ở Puri và 2.000 rupee vô chủ trong tiền bản quyền sách. Ông đã có được những người đọc tiếng Bengal và nước ngoài như nhau; ông đã xuất bản Naivedya (1901) và Kheya (1906) và dịch thơ thành thơ tự do. Ông đã từ chối tước Hiệp sĩ (knight) của Hoàng gia Anh để phản đối cuộc Thảm sát Jallianwala Bagh tại Amritsar năm 1919 mà lính Anh đã nã súng vào nhóm thường dân tụ tập không vũ trang, giết hơn 500 người đàn ông, phụ nữ và trẻ em vô tội.
Quan điểm về giáo dục dẫn đưa ông thành lập trường của mình, gọi là Brahmacharyashram (brahmacaryāśrama, trung tâm giữ giới Phạm hạnh, brahmacarya), tại Santiniketan ở Tây Bengal năm 1901, nơi cha ông để lại mảnh đất cho ông làm tài sản. Sau năm 1921, trường này trở thành Đại học Vishwa-Bharti và đặt dưới quyền quản lý của chính phủ Ấn Độ từ năm 1951.

### Cuối đời: 1932–1941

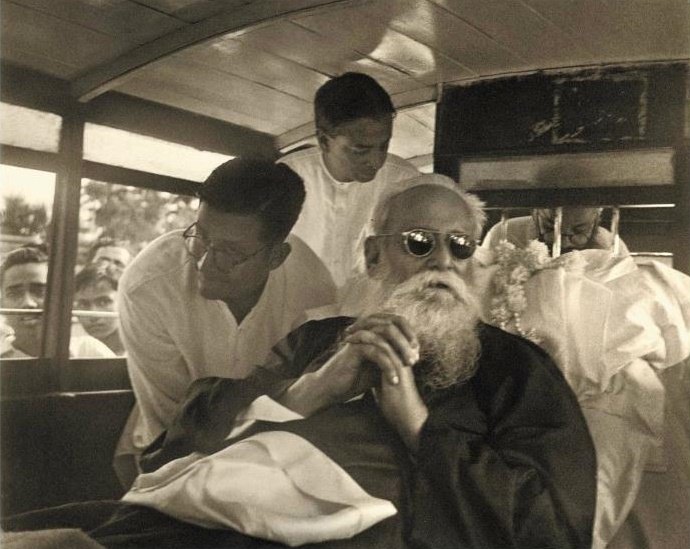
Bức ảnh cuối cùng của Rabindranath, năm 1941

Trong những năm cuối đời, Tagore đã dành nhiều thời gian hơn cho khoa học. Sự tôn trọng của ông đối với các định luật khoa học và sự khám phá của ông về sinh học, vật lý và thiên văn học đã truyền cảm hứng cho thơ ông, trong đó thể hiện chủ nghĩa tự nhiên rộng lớn và tính chân thực. Ông đưa quá trình khoa học, tường thuật của các nhà khoa học vào các câu chuyện trong Se (1937), Tin Sangi (1940) và Galpasalpa (1941). 5 năm đó của ông được đánh dấu bằng nỗi đau mãn tính và hai thời gian dài bị bệnh. Những điều này bắt đầu khi Tagore mất ý thức vào cuối năm 1937; Ông đã bị hôn mê và gần chết một thời gian. Điều này đã được tiếp nối vào cuối năm 1940 bởi một hiện tượng tương tự, từ đó ông không bao giờ hồi phục. Thơ từ những năm tháng định cư này là một trong những tác phẩm hay nhất của ông.
Sau một thời gian đau đớn kéo dài, Tagore qua đời vào ngày 7 tháng 8 năm 1941, ở tuổi tám mươi; ông qua đời khi ở trong một phòng trên lầu của biệt thự Jorasanko mà ông đã lớn lên. Ngày đó vẫn còn được nhớ đến. A. K. Sen, anh trai của ủy viên bầu cử đầu tiên, đã nhận được một bài thơ từ Tagore vào ngày 30 tháng 7 năm 1941, đó là bài thơ cuối cùng của ông.

## Các cuộc gặp gỡ của Tagore

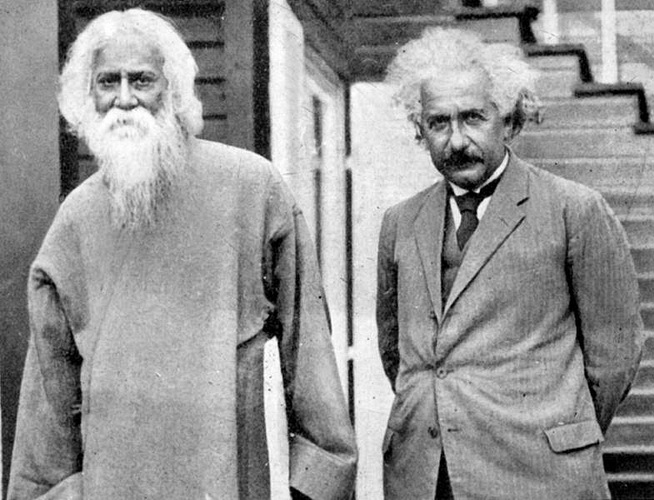
Rabindranath và Einstein năm 1930

Có rất nhiều nhà văn, học giả, kịch tác gia,... thường xuyên đến nhà Tagore để đàm luận vấn đề, tổ chức hòa nhạc, diễn kịch... Trong khoảng thời gian từ năm 1878 đến năm 1932, Tagore đã đặt chân tới hơn 30 quốc gia trên năm lục địa. Vào năm 1930, tại một hội nghị diễn ra ở Đức, Tagore đã gặp gỡ và nói chuyện với nhà khoa học Albert Einstein.
| “                                                        | Chẳng thể có nhận thức nào khác. Thế giới này là thế giới [theo nhận thức] của con người – cái nhìn mang tính khoa học về nó cũng là cái nhìn của con người khoa học. Có những tiêu chuẩn về lý tính và xúc cảm để nó trở thành Chân lý, là tiêu chuẩn của Con người Vĩnh hằng, trải nghiệm của Con người Vĩnh hằng chính là thông qua trải nghiệm của chúng ta. | ” |
| — Rabindranath Tagore, trong chuyến thăm Albert Einstein | |   |

Ngoài ra, Tagore cũng được biết đến tại Việt Nam qua chuyến thăm Việt Nam vào năm 1929, được phổ biến qua giới báo chí.

## Tác phẩm

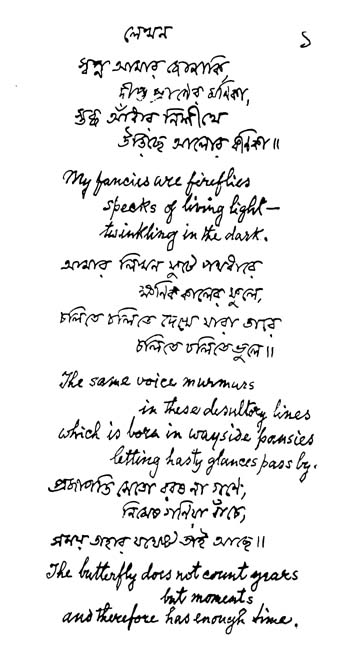
Một bài thơ của Tagore tại Hungary, năm 1926.

Được biết đến chủ yếu về những bài thơ của mình, Tagore đã viết tiểu thuyết, tiểu luận, truyện ngắn, phim truyền hình, và hàng ngàn bài hát. Trong văn xuôi của Tagore, truyện ngắn của ông có lẽ được đánh giá cao nhất; ông thực sự có công với việc bắt nguồn từ phiên bản tiếng Bengal của thể loại này. Các tác phẩm của ông thường được chú ý vì tính chất nhịp nhàng, lạc quan và trữ tình. Những câu chuyện như vậy chủ yếu mượn từ cuộc sống của những người bình thường. Ông viết tự truyện. Cuộc trò chuyện ngắn của ông với Einstein, "Lưu ý về bản chất của thực tế", được đưa vào như một phụ lục cho phần sau. Nhân dịp sinh nhật lần thứ 150 của Tagore, một tuyển tập (có tên Kalanukromik Rabindra Rachanabali) trong tổng số các tác phẩm của ông hiện đang được xuất bản bằng tiếng Bengal theo thứ tự thời gian. Điều này bao gồm tất cả các phiên bản của mỗi tác phẩm và điền vào khoảng tám mươi tập.
Năm 2011, Nhà xuất bản Đại học Harvard đã hợp tác với Đại học Visva-Bharati để đánh dấu kỷ niệm 150 năm ngày sinh của Tagore bằng một tác phẩm của ông.

### Kịch
Kinh nghiệm của Tagore với kịch bắt đầu khi ông mười sáu tuổi, với anh trai Jyotirindranath. Ông đã viết tác phẩm kịch tính đầu tiên của mình khi ông hai mươi tuổi - Valmiki Pratibha, được biểu diễn tại biệt thự của Tagore. Tagore tuyên bố rằng các tác phẩm của ông đã tìm cách nói rõ "vở kịch của cảm giác chứ không phải hành động". Năm 1890, ông đã viết Visarjan (bản chuyển thể từ tiểu thuyết Rajarshi của ông), được coi là bộ phim hay nhất của ông. Trong ngôn ngữ gốc của tiếng Bengal, các tác phẩm như vậy bao gồm các ô phụ phức tạp và các đoạn độc thoại mở rộng. Sau đó, các bộ phim của Tagore đã sử dụng các chủ đề triết học và ngụ ngôn nhiều hơn.

### Truyện ngắn

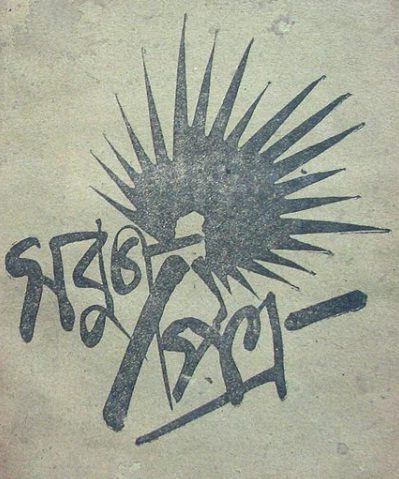
Bìa cuốn tạp chí Sabuj Patra, sửa đổi bởi Pramatha Chaudhuri

Tagore bắt đầu sự nghiệp của mình bằng truyện ngắn vào năm 1877, khi ông chỉ mới mười sáu tuổi với "Bhikharini" ("Người phụ nữ ăn xin"). Với điều này, Tagore đã phát minh một cách hiệu quả thể loại truyện ngắn tiếng Bengal. Bốn năm từ 1891 đến 1895 được gọi là thời kỳ "Sadhana" của Tagore (được đặt tên theo một trong những tạp chí của Tagore). Thời kỳ này có chứa một trong những câu chuyện hay nhất của Tagore, mang lại hơn một nửa câu chuyện trong Galpaguchchha gồm ba tập, mà bản thân nó là một tập hợp của tám mươi bốn câu chuyện. Những câu chuyện như vậy thường thể hiện sự phản ánh của Tagore về môi trường xung quanh, về những ý tưởng hiện đại và thời trang, và về những câu đố tâm trí thú vị (mà Tagore thích thử nghiệm trí tuệ của mình). Tagore thường liên kết những câu chuyện đầu tiên của mình (chẳng hạn như những câu chuyện của thời kỳ "Sadhana") với sự phấn khích của sức sống và tính tự phát; những đặc điểm này có mối liên hệ mật thiết với cuộc sống của Tagore tại các ngôi làng chung, trong số những nơi khác, Patisar, Shajadpur và Shilaida trong khi quản lý các vùng đất rộng lớn của gia đình Tagore. Ở đó, ông đã theo dõi cuộc sống của những người nghèo và dân thường ở Ấn Độ. Nhiều truyện Galpaguchchha được viết trong thời kỳ Sabuj Patra của Tagore từ 1914 đến 1917, cũng được đặt theo tên của một trong những tạp chí mà Tagore biên tập và đóng góp rất nhiều.

### Tiểu thuyết
Trên bình diện quốc tế, Gitanjali (tiếng Bengal:গীতাঞ্জলি) là tập thơ nổi tiếng nhất của Tagore, ông đã được trao giải thưởng Nobel về văn học năm 1913. Tagore là người đầu tiên không phải người châu Âu nhận giải thưởng Nobel về văn học và không phải là người châu Âu thứ hai nhận giải thưởng Nobel sau Theodore Roosevelt.
Bên cạnh Gitanjali, các tác phẩm đáng chú ý khác bao gồm Manasi, Sonar Tori ("Thuyền vàng"), Balaka ("Ngỗng hoang" - tựa đề là một phép ẩn dụ cho các linh hồn di cư).
Sau này, với sự phát triển của những ý tưởng thi ca mới ở Bengal - nhiều nguồn gốc từ những nhà thơ trẻ đang tìm cách phá vỡ phong cách của Tagore - Tagore tiếp thu những khái niệm thơ mới, cho phép ông phát triển thêm một bản sắc độc đáo. Ví dụ về điều này bao gồm Châu Phi và Camalia, một trong những bài thơ sau này được biết đến nhiều hơn.

### Những bài hát
Tagore là một nhà soạn nhạc tài ba với khoảng 2.230 bài hát. Các bài hát của ông được biết đến với tên Rabindrasangit ("Những bài hát của Tagore"), nó hòa nhập một cách trôi chảy vào văn học của ông, hầu hết các bài thơ hay các phần của tiểu thuyết, truyện hay vở kịch đều được viết lời. Năm 1971, Amar Shonar Bangla trở thành quốc ca của Bangladesh. Nó đã được viết - trớ trêu thay - để phản đối sự Phân chia vùng Bengal năm 1905 dọc theo đường xã: cắt đứt phần lớn người Hồi giáo Đông Bengal khỏi Tây Bengal do Ấn Độ giáo thống trị là để ngăn chặn một cuộc tắm máu trong khu vực. Tagore đã xem phân vùng này là một kế hoạch xảo quyệt để ngăn chặn phong trào độc lập, và ông nhằm mục đích khơi dậy sự thống nhất của người Bengal và chủ nghĩa cộng sản tar. Jana Gana Mana được viết bằng shadhu-bhasha, một dạng tiếng Phạn của tiếng Bengal, và là bản đầu tiên trong năm khổ thơ của bài thánh ca Brahmo Bharot Bhagyo Bidhata mà Tagore sáng tác. Nó được hát lần đầu tiên vào năm 1911 tại một phiên họp tại Calcutta của Quốc hội Ấn Độ và được Hội đồng lập hiến của Cộng hòa Ấn Độ thông qua vào năm 1950 làm quốc ca của nó.

## Sự nghiệp chính trị

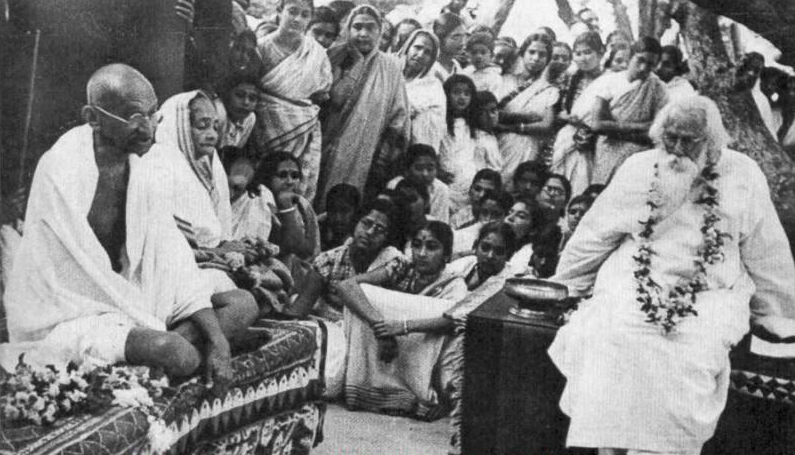
Tagore gặp Gandhi năm 1940

Tagore phản đối chủ nghĩa đế quốc và ủng hộ những người theo chủ nghĩa dân tộc Ấn Độ, và những quan điểm này lần đầu tiên được tiết lộ trong Manast. Ông đã vận động phong trào Swadeshi; ông đã khiển trách nó trong The Cult of the Charkha, một bài tiểu luận sôi nổi năm 1925. Ông kêu gọi quần chúng tránh sự đàn áp và thay vào đó tìm kiếm sự tự giúp đỡ và giáo dục, và ông thấy sự hiện diện của chính quyền Anh là một "triệu chứng chính trị của bệnh xã hội của chúng ta". Ông đã duy trì quan điểm rằng, ngay cả đối với những người ở mức cực đoan của nghèo đói, "không thể có câu hỏi về cách mạng mù quáng"; tốt hơn là nó là một "nền giáo dục ổn định và có mục đích."
Quan điểm như vậy đã làm phẫn nộ nhiều người. Ông đã thoát khỏi nhiều vụ ám sát và suýt thiệt mạng bởi những người nước ngoài Ấn Độ trong thời gian ở trong một khách sạn ở San Francisco vào cuối năm 1916; âm mưu thất bại khi những kẻ ám sát ông tranh cãi nhau. Tagore đã viết những bài hát tôn sùng phong trào độc lập của Ấn Độ. Hai trong số các tác phẩm mang tính chính trị hơn của Tagore, "Chitto Jetha Bhayshunyo" ("Trường hợp tâm trí không sợ hãi") và "Ekla Chalo Re", về sau được Gandhi ưa chuộng.

## Ảnh hưởng và di sản

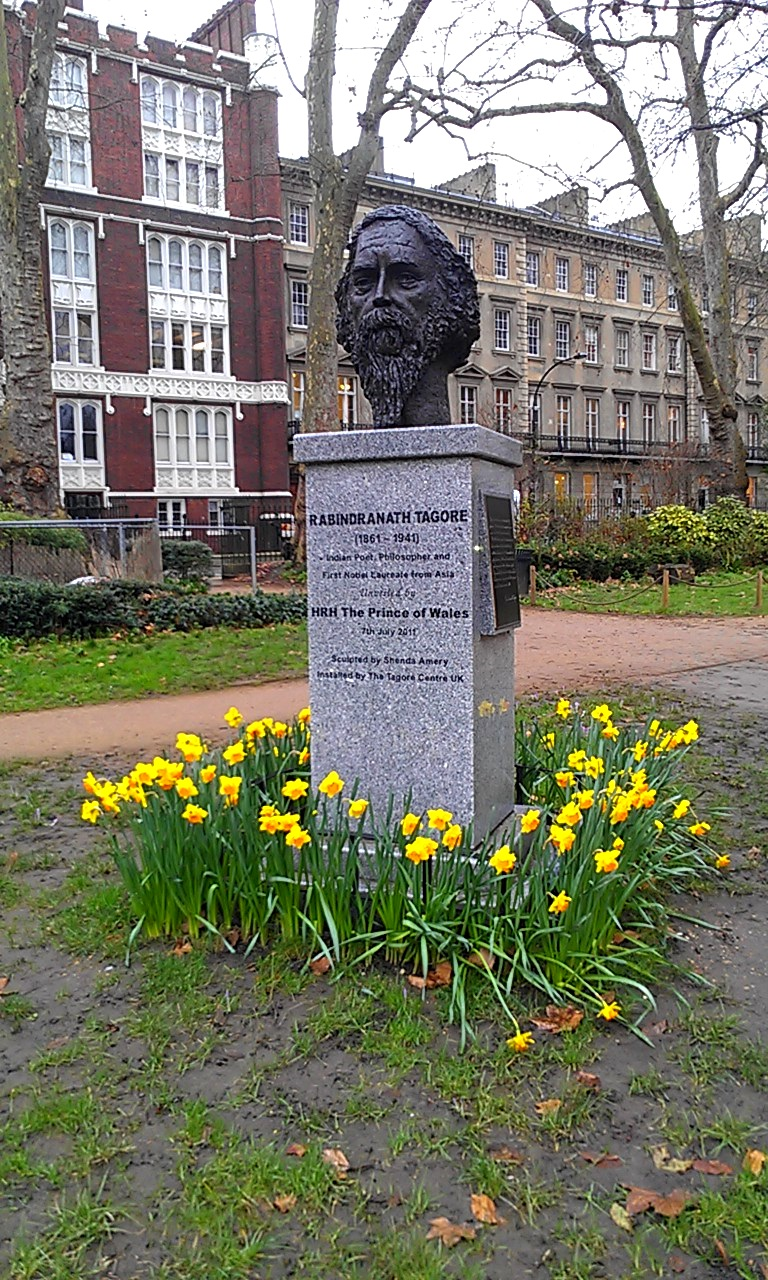
Tượng bán thân của Tagore tại Bloomsbury, Luân Đôn

Hàng năm, nhiều sự kiện vinh danh Tagore: Kabipranam, kỷ niệm ngày sinh của ông, được tổ chức bởi các nhóm rải rác trên toàn cầu; Lễ hội Tagore hàng năm được tổ chức tại Urbana, Illinois (Hoa Kỳ); Rabindra Path Parikrama, cuộc đi bộ hành hương từ Kolkata đến Santiniketan; và những bài thơ của ông, được tổ chức vào những ngày kỷ niệm quan trọng. Văn hóa của người Bengal có nhiều di sản: từ ngôn ngữ và nghệ thuật đến lịch sử và chính trị. Amartya Sen coi Tagore là một "nhân vật ở địa vị cao chót vót", một "nhà tư tưởng đương đại có liên quan sâu sắc và nhiều mặt". Bản gốc tiếng Bengal của Tagore, năm 1939 Rabīndra Rachanāvalī, được phong thánh là một trong những kho tàng văn hóa vĩ đại nhất của quốc gia, và ông được giới thiệu trong một vai trò khiêm tốn hợp lý: "nhà thơ vĩ đại nhất Ấn Độ đã từng sản sinh".
Danh tiếng của Tagore vang khắp châu Âu, Bắc Mỹ và Đông Á. Ông là người đồng sáng lập Trường Đại học Dartington, một tổ chức hợp tác tiến bộ; Ở Nhật Bản, ông đã ảnh hưởng đến những nhân vật như người đoạt giải Nobel Yasunari Kawabata. Ở Việt Nam thời thuộc địa, Tagore đã cổ vũ tinh thần hoạt động không ngừng nghỉ của nhà văn và nhà báo cấp tiến Nguyễn An Ninh. Các bài báo của Tagore đã được dịch sang tiếng Anh, tiếng Hà Lan, tiếng Đức, tiếng Tây Ban Nha và các ngôn ngữ châu Âu khác của nhà khoa học người Séc Vincenc Lesný, người đoạt giải Nobel Pháp André Gide, Nhà thơ Nga Anna Akhmatova, cựu Thủ tướng Thổ Nhĩ Kỳ Bülent Ecevit, và những người khác. Tại Hoa Kỳ, các bài giảng của Tagore, đặc biệt là các bài giảng năm 1916-1917, đã được tham dự rộng rãi và được hoan nghênh nhiệt liệt. Một số tranh cãi liên quan đến Tagore, có thể là hư cấu, đã phá hủy sự nổi tiếng và doanh số của ông ở Nhật Bản và Bắc Mỹ sau cuối những meme năm 1920, kết luận với "nhật thực toàn phần" của ông bên ngoài xứ Bengal. Tuy nhiên, một sự tôn kính tiềm ẩn của Tagore đã được phát hiện bởi một Salman Rushdie đáng kinh ngạc trong chuyến đi đến Nicaragua.

## Trong văn hóa đại chúng
- Trong bộ phim tiếng Bengal của Sukanta Roy, Chhelebela (2002), Jisshu Sengupta đóng vai Tagore.[62]
- Trong bộ phim tiếng Bengal của Bandana Mukhopadhyay Chirosakha He (2007) Sayandip Bhattacharya đóng vai Tagore.[63]
- Trong bộ phim tài liệu tiếng Bengal của Rituparno Ghosh, Jeevan Smriti (2011) Samadarshi Dutta đóng vai Tagore.[64]
- Trong bộ phim tiếng Bengal của Suman Ghosh, Kadambari (2015) Parambrata Chatterjee đóng vai Tagore.[65]

### Sơ cấp
- Tagore, Rabindranath (1952), Collected Poems and Plays of Rabindranath Tagore, Macmillan Publishing (xuất bản tháng 1 năm 1952), ISBN 978-0-02-615920-3
- Tagore, Rabindranath (1984), Some Songs and Poems from Rabindranath Tagore, East-West Publications, ISBN 978-0-85692-055-4
- Tagore, Rabindranath; Alam, F. (editor); Chakravarty, R. (editor) (2011), The Essential Tagore, Harvard University Press (xuất bản ngày 15 tháng 4 năm 2011), tr. 323, ISBN 978-0-674-05790-6 {{Chú thích}}: |first2= có tên chung (trợ giúp)
- Tagore, Rabindranath; Chakravarty, A. (editor) (1961), A Tagore Reader, Beacon Press (xuất bản ngày 1 tháng 6 năm 1961), ISBN 978-0-8070-5971-5 {{Chú thích}}: |first2= có tên chung (trợ giúp)
- Tagore, Rabindranath; Dutta, K. (editor); Robinson, A. (editor) (1997), Selected Letters of Rabindranath Tagore, Cambridge University Press (xuất bản ngày 28 tháng 6 năm 1997), ISBN 978-0-521-59018-1 {{Chú thích}}: |first2= có tên chung (trợ giúp)
- Tagore, Rabindranath; Dutta, K. (editor); Robinson, A. (editor) (1997), Rabindranath Tagore: An Anthology, Saint Martin's Press (xuất bản tháng 11 năm 1997), ISBN 978-0-312-16973-2 {{Chú thích}}: |first2= có tên chung (trợ giúp)
- Tagore, Rabindranath; Ray, M. K. (editor) (2007), The English Writings of Rabindranath Tagore, quyển 1, Atlantic Publishing (xuất bản ngày 10 tháng 6 năm 2007), ISBN 978-81-269-0664-2 {{Chú thích}}: |first2= có tên chung (trợ giúp)

### Thứ cấp
Bài viết
- Bhattacharya, S. (2001), "Translating Tagore", The Hindu, Chennai, India (xuất bản ngày 2 tháng 9 năm 2001), Bản gốc lưu trữ ngày 1 tháng 11 năm 2003, truy cập ngày 9 tháng 9 năm 2011
- Brown, G. T. (1948), "The Hindu Conspiracy: 1914–1917", The Pacific Historical Review, 17 (3), University of California Press (xuất bản tháng 8 năm 1948): 299–310, doi:10.2307/3634258, ISSN 0030-8684, JSTOR 3634258
- Cameron, R. (2006), "Exhibition of Bengali Film Posters Opens in Prague", Radio Prague (xuất bản ngày 31 tháng 3 năm 2006), truy cập ngày 29 tháng 9 năm 2011
- Chakrabarti, I. (2001), "A People's Poet or a Literary Deity?", Parabaas (xuất bản ngày 15 tháng 7 năm 2001), truy cập ngày 17 tháng 9 năm 2011
- Das, S. (2009), "Tagore's Garden of Eden", The Telegraph, Calcutta, India (xuất bản ngày 2 tháng 8 năm 2009), truy cập ngày 29 tháng 9 năm 2011
- Dasgupta, A. (2001), "Rabindra-Sangeet as a Resource for Indian Classical Bandishes", Parabaas (xuất bản ngày 15 tháng 7 năm 2001), truy cập ngày 17 tháng 9 năm 2011
- Dyson, K. K. (2001), "Rabindranath Tagore and His World of Colours", Parabaas (xuất bản ngày 15 tháng 7 năm 2001), truy cập ngày 26 tháng 11 năm 2009
- Ghosh, B. (2011), "Inside the World of Tagore's Music", Parabaas (xuất bản tháng 8 năm 2011), truy cập ngày 17 tháng 9 năm 2011
- Harvey, J. (1999), In Quest of Spirit: Thoughts on Music, University of California Press, Bản gốc lưu trữ ngày 6 tháng 5 năm 2001, truy cập ngày 10 tháng 9 năm 2011
- Hatcher, B. A. (2001), "Aji Hote Satabarsha Pare: What Tagore Says to Us a Century Later", Parabaas (xuất bản ngày 15 tháng 7 năm 2001), truy cập ngày 28 tháng 9 năm 2011
- Hjärne, H. (1913), The Nobel Prize in Literature 1913: Rabindranath Tagore—Award Ceremony Speech, Nobel Foundation (xuất bản ngày 10 tháng 12 năm 1913), truy cập ngày 17 tháng 9 năm 2011
- Jha, N. (1994), "Rabindranath Tagore" (PDF), PROSPECTS: The Quarterly Review of Education, 24 (3/4), Paris: UNESCO: International Bureau of Education: 603–19, doi:10.1007/BF02195291, ISSN 0033-1538, Bản gốc (PDF) lưu trữ ngày 10 tháng 11 năm 2011, truy cập ngày 30 tháng 8 năm 2011
- Kämpchen, M. (2003), "Rabindranath Tagore in Germany", Parabaas (xuất bản ngày 25 tháng 7 năm 2003), truy cập ngày 28 tháng 9 năm 2011
- Kinzer, S. (2006), "Bülent Ecevit, Who Turned Turkey Toward the West, Dies", The New York Times (xuất bản ngày 5 tháng 11 năm 2006), truy cập ngày 28 tháng 9 năm 2011
- Kundu, K. (2009), "Mussolini and Tagore", Parabaas (xuất bản ngày 7 tháng 5 năm 2009), truy cập ngày 17 tháng 9 năm 2011
- Mehta, S. (1999), "The First Asian Nobel Laureate", Time (xuất bản ngày 23 tháng 8 năm 1999), Bản gốc lưu trữ ngày 18 tháng 12 năm 2008, truy cập ngày 30 tháng 8 năm 2011
- Meyer, L. (2004), "Tagore in The Netherlands", Parabaas (xuất bản ngày 15 tháng 7 năm 2004), truy cập ngày 30 tháng 8 năm 2011
- Mukherjee, M. (2004), "Yogayog ("Nexus") by Rabindranath Tagore: A Book Review", Parabaas (xuất bản ngày 25 tháng 3 năm 2004), truy cập ngày 29 tháng 9 năm 2011
- Pandey, J. M. (2011), "Original Rabindranath Tagore Scripts in Print Soon", The Times of India (xuất bản ngày 8 tháng 8 năm 2011), Bản gốc lưu trữ ngày 24 tháng 9 năm 2012, truy cập ngày 1 tháng 9 năm 2011 {{Chú thích}}: Đã bỏ qua tham số không rõ |= (trợ giúp)
- O'Connell, K. M. (2008), "Red Oleanders (Raktakarabi) by Rabindranath Tagore—A New Translation and Adaptation: Two Reviews", Parabaas (xuất bản tháng 12 năm 2008), truy cập ngày 28 tháng 9 năm 2011
- Radice, W. (2003), "Tagore's Poetic Greatness", Parabaas (xuất bản ngày 7 tháng 5 năm 2003), truy cập ngày 30 tháng 8 năm 2011
- Sen, A. (1997), "Tagore and His India", The New York Review of Books, truy cập ngày 30 tháng 8 năm 2011
- Sil, N. P. (2005), "Devotio Humana: Rabindranath's Love Poems Revisited", Parabaas (xuất bản ngày 15 tháng 2 năm 2005), truy cập ngày 13 tháng 8 năm 2009

Sách
- Ayyub, A. S. (1980), Tagore's Quest, Papyrus
- Chakraborty, S. K.; Bhattacharya, P. (2001), Leadership and Power: Ethical Explorations, Oxford University Press (xuất bản ngày 16 tháng 8 năm 2001), ISBN 978-0-19-565591-9
- Dasgupta, T. (1993), Social Thought of Rabindranath Tagore: A Historical Analysis, Abhinav Publications (xuất bản ngày 1 tháng 10 năm 1993), ISBN 978-81-7017-302-1
- Datta, P. K. (2002), Rabindranath Tagore's The Home and the World: A Critical Companion (ấn bản thứ 1), Permanent Black (xuất bản ngày 1 tháng 12 năm 2002), ISBN 978-81-7824-046-6
- Dutta, K.; Robinson, A. (1995), Rabindranath Tagore: The Myriad-Minded Man, Saint Martin's Press (xuất bản tháng 12 năm 1995), ISBN 978-0-312-14030-4
- Farrell, G. (2000), Indian Music and the West, Clarendon Paperbacks Series (ấn bản thứ 3), Oxford University Press (xuất bản ngày 9 tháng 3 năm 2000), ISBN 978-0-19-816717-4
- Hogan, P. C. (2000), Colonialism and Cultural Identity: Crises of Tradition in the Anglophone Literatures of India, Africa, and the Caribbean, State University of New York Press (xuất bản ngày 27 tháng 1 năm 2000), ISBN 978-0-7914-4460-3
- Hogan, P. C.; Pandit, L. (2003), Rabindranath Tagore: Universality and Tradition, Fairleigh Dickinson University Press (xuất bản tháng 5 năm 2003), ISBN 978-0-8386-3980-1
- Kripalani, K. (2005), Dwarkanath Tagore: A Forgotten Pioneer—A Life, National Book Trust of India, ISBN 978-81-237-3488-0
- Kripalani, K. (2005), Tagore—A Life, National Book Trust of India, ISBN 978-81-237-1959-7
- Lago, M. (1977), Rabindranath Tagore, Boston: Twayne Publishers (xuất bản tháng 4 năm 1977), ISBN 978-0-8057-6242-6
- Lifton, B. J.; Wiesel, E. (1997), The King of Children: The Life and Death of Janusz Korczak, St. Martin's Griffin (xuất bản ngày 15 tháng 4 năm 1997), ISBN 978-0-312-15560-5
- Prasad, A. N.; Sarkar, B. (2008), Critical Response To Indian Poetry in English, Sarup and Sons, ISBN 978-81-7625-825-8
- Ray, M. K. (2007), Studies on Rabindranath Tagore, quyển 1, Atlantic (xuất bản ngày 1 tháng 10 năm 2007), ISBN 978-81-269-0308-5, truy cập ngày 16 tháng 9 năm 2011
- Roy, B. K. (1977), Rabindranath Tagore: The Man and His Poetry, Folcroft Library Editions, ISBN 978-0-8414-7330-0
- Scott, J. (2009), Bengali Flower: 50 Selected Poems from India and Bangladesh (xuất bản ngày 4 tháng 7 năm 2009), ISBN 978-1-4486-3931-1
- Sen, A. (2006), The Argumentative Indian: Writings on Indian History, Culture, and Identity (ấn bản thứ 1), Picador (xuất bản ngày 5 tháng 9 năm 2006), ISBN 978-0-312-42602-6
- Sigi, R. (2006), Gurudev Rabindranath Tagore—A Biography, Diamond Books (xuất bản ngày 1 tháng 10 năm 2006), ISBN 978-81-89182-90-8
- Sinha, S. (2015), The Dialectic of God: The Theosophical Views Of Tagore and Gandhi, Partridge Publishing India, ISBN 978-1-4828-4748-2
- Som, R. (2010), Rabindranath Tagore: The Singer and His Song, Viking (xuất bản ngày 26 tháng 5 năm 2010), ISBN 978-0-670-08248-3, OL 23720201M
- Thompson, E. (1926), Rabindranath Tagore: Poet and Dramatist, Pierides Press, ISBN 978-1-4067-8927-0
- Urban, H. B. (2001), Songs of Ecstasy: Tantric and Devotional Songs from Colonial Bengal, Oxford University Press (xuất bản ngày 22 tháng 11 năm 2001), ISBN 978-0-19-513901-3

Khác
- "68th Death Anniversary of Rabindranath Tagore", The Daily Star, Dhaka (xuất bản ngày 7 tháng 8 năm 2009), 2009, truy cập ngày 29 tháng 9 năm 2011
- "Recitation of Tagore's Poetry of Death", Hindustan Times, 2005 {{Chú thích}}: Đã bỏ qua tham số không rõ |agency= (trợ giúp)
- "Archeologists Track Down Tagore's Ancestral Home in Khulna", The News Today (xuất bản ngày 28 tháng 4 năm 2011), 2011, Bản gốc lưu trữ ngày 3 tháng 3 năm 2021, truy cập ngày 9 tháng 9 năm 2011
- The Nobel Prize in Literature 1913, The Nobel Foundation, truy cập ngày 14 tháng 8 năm 2009
- History of the Tagore Festival, University of Illinois at Urbana-Champaign: Tagore Festival Committee, Bản gốc lưu trữ ngày 13 tháng 6 năm 2015, truy cập ngày 29 tháng 11 năm 2009

### Văn bản
- Thought Relics, Internet Sacred Text Archive